# Menhir de Santa Margarida
Le menhir de Santa Margarida est un monolithe situé dans la freguesia de Corval (pt) sur le territoire de la municipalité de Reguengos de Monsaraz (District d'Évora, Portugal)
,. 
Il est classé Immeuble d'intérêt public (Catégorie IIP) monument national depuis 1992.

## Description
Le menhir de Santa Margarida est situé au bord de la route municipale reliant Monsaraz à San Pedro do Corval, à environ 5 km de ce dernier endroit.
C'est un monolithe épais de granite à grain moyen d'environ 3,20 m de haut au-dessus du niveau du sol. Il est de forme grossière, dont la base est très large par rapport au sommet, où des signes de façonnage sont visibles. Sur les côtés orientés au nord et à l'ouest, mieux conservés, on observe vingt-cinq fossettes éparses et, sur le côté sud, des vestiges d'ornementation où l'on peut identifier un « bâton » en relief.